# Wilfrido Castro
Wilfrido Castro Wrede (12 ottobre 1942 – Asunción, 8 luglio 2010) è stato un cestista paraguaiano.

## Carriera
Con il Paraguay ha disputato i Campionati del mondo del 1967.